# Zhuji
Zhuji (xinès tradicional: 諸暨, xinès simplificat: 诸暨, pinyin: Zhūjì) és una ciutat al sud de Hangzhou —la capital de la Província de Zhejiang— en la República Popular de la Xina. Compta amb 2.311 quilòmetres quadrats amb una població de més d'un milió d'habitants.

## Història
La regió al voltant de Zhuji ha estat habitada des dels temps del Neolític i va ser l'origen de la cultura Wuyue. Durant el període de primavera i tardor, va ser el bressol de la llegendària bellesa Xi Shi. Després que l'estat de Yue fos absorbit per la unificació de la Xina, Qin Shi Huang va codificar formalment els límits de Zhuji com a comtat l'any 222 aC. Aquest estat es va mantenir intacte fins al 1989, quan el Consell d'Estat va reclassificar Zhuji com a ciutat.
Els seus punts forts cívics moderns són un sistema educatiu i el desenvolupament econòmic robust, especialment en la producció de perles i mitges.